# スーパー戦隊データカードダス 快盗戦隊ルパンレンジャーVS警察戦隊パトレンジャー
『スーパー戦隊データカードダス 快盗戦隊ルパンレンジャーVS警察戦隊パトレンジャー』（スーパーせんたいデータカードダス かいとうせんたいルパンレンジャーブイエスけいさつせんたいパトレンジャー）は、バンダイカード事業部より発売の、特撮番組『快盗戦隊ルパンレンジャーVS警察戦隊パトレンジャー』およびスーパー戦隊シリーズを題材としたデータカードダス。稼働期間は2018年2月15日 - 2020年3月31日。略称は「スーパー戦隊DCD」。

## 概要
『スーパー戦隊バトル ダイスオー』稼働終了より約3年半ぶりとなるスーパー戦隊シリーズのキッズ向けカードアーケードゲーム。使用される専用筐体は『妖怪ウォッチ ウキウキペディアドリーム』同様の縦長画面でレバー仕様のカードプリントタイプである、データカードダスO（プリントタイプ）。『快盗戦隊ルパンレンジャーVS警察戦隊パトレンジャー』の番組展開に合わせ追加カードが配信されていくのが特徴。
2019年3月より『スーパー戦隊データカードダス 騎士竜戦隊リュウソウジャー』にリニューアル。
2020年3月31日をもって稼働を終了した。

## 遊び方
- 100円を投入し「スーパー戦隊おうえんバトル」か「カードをかう」を選択
- 「カードをかう」では選択できるカードを選んで最大5枚までプリントできる。
- 「データライセンスをつくる・ひきつぐ」か「データライセンスをつかわないであそぶ」、又はデータライセンスをスキャンする。
- カードを1枚スキャンして登場するチームを決定しゲーム開始。スキャンしたライセンスやカードによってカード候補の出やすさが変わる。
- 初めに簡単なクイズを出題。正誤は「おうえんパワー」に関係しない。
- 敵が登場しボタン連打で敵味方の有利・ピンチが決定。レジェンド戦隊カードをスキャンしていた場合は「レジェンド参戦チャンス!」が発生する。
- レバーを回しパワーを全開にして必殺技を放ち敵を倒す。
- 「ライバル乱入チャンス!」が発生した場合は選択しなかったチームが乱入し、ボタン連打で撤退させることができる。
- 倒された敵は巨大化し、100円を再投入することでロボバトルに突入。止めた場合はそのままカード選択に移る。
  - 2だんよりデータライセンスを使うと最初の1回のみロボバトルが無料になる。
- ロボバトルでは、レバーで攻撃方法を選択。レバーを回し必殺技で倒す。
- バトル終了後の「ごほうびタイム」で「カードこうほ」を1つ獲得。
- ゲーム終了後、「カードこうほ」の中からプリントするカードを選択。宝箱から出る候補も含め、最大5枚までプリントできる。
- カードプリント中は「カードずかん」で収集カードを確認できる。

## 用語
スーパー戦隊データライセンス
筐体からプリントされるプレイヤー記録カード。ゲームの内容上プレイヤーレベルの記録などは行われないが、「カードずかん」として収集したカードを記録でき、プレイヤーの誕生月にはバースデーカードがカード候補として登場する。
ライセンスはルパンレンジャーとパトレンジャーの2種類あり、使ったライセンスでどちらかの戦隊のカード候補が出やすくなる。
おうえんパワー
カードのスキャン及びゲーム中に獲得する星マークで、5つ獲得するごとにカード候補が増えていく。獲得数はボタンの押し方やレバー操作で影響されない。
スーパー戦隊カード
ゲーム中1枚スキャンすることで、ルパンレンジャーかパトレンジャーどちらかサイドの参戦チームが決定する。カードが単体キャラやロボの場合でもチームで登場する。
レジェンドカード
過去のスーパー戦隊シリーズのカード。パトレンジャーが苦戦し、レジェンド戦隊参戦という形でカットインが入る。
スペシャルカード
放送週の番組内容に会わせ随時配信されるカード。
おうえんバトル
2だんより実装。おうえんバトルのあるカードを使うと怪人が乱入し、ごほうびタイムでのカードこうほが2倍になる。

## 登場キャラクター&マシン

### 1だん
- 快盗戦隊ルパンレンジャー
  - ルパンレッド/夜野魁利、ルパンブルー/宵町透真、ルパンイエロー/早見初美花
  - ルパンカイザー、ダイヤルファイター（レッド、ブルー、イエロー）
- 警察戦隊パトレンジャー
  - パトレン1号/朝加圭一郎、パトレン2号/陽川咲也、パトレン3号/明神つかさ
  - パトカイザー、トリガーマシン（1号、2号、3号）
- レジェンド戦隊
  - 超獣戦隊ライブマン、鳥人戦隊ジェットマン、動物戦隊ジュウオウジャー、宇宙戦隊キュウレンジャー
- ギャングラー（快盗戦隊ルパンレンジャーVS警察戦隊パトレンジャー）[3]
  - ルレッタ・ゲロウ
  - 戦闘員 - ポーダマン
- 宇宙幕府ジャークマター（宇宙戦隊キュウレンジャー）
  - マーダッコ、ククルーガ、ツヨインダベー
  - 戦闘員 - インダベー

1だんDX
- 快盗戦隊ルパンレンジャー
  - グッドストライカーダイヤルファイターモード、ルパンカイザーサイクロン、サイクロンダイヤルファイター
- 警察戦隊パトレンジャー
  - パトレンU号
  - グッドストライカートリガーマシンモード、パトカイザーバイカー、トリガーマシンバイカー
- レジェンド戦隊
  - 恐竜戦隊ジュウレンジャー、特捜戦隊デカレンジャー
- コラボ
  - 仮面ライダービルド ラビットラビットフォーム/タンクタンクフォーム
- ギャングラー
  - ナメーロ・バッチョ、ラブルム・ジョウズ

### 2だん
- 快盗戦隊ルパンレンジャー
  - ルパンカイザー（ナイト）、シザーダイヤルファイター＆ブレードダイヤルファイター
- レジェンド戦隊
  - 高速戦隊ターボレンジャー、激走戦隊カーレンジャー、炎神戦隊ゴーオンジャー、海賊戦隊ゴーカイジャー
- ギャングラー
  - ガラット・ナーゴ

## リリース
- 2018年2月15日 1だん稼動
- 2018年3月15日 1だんDX稼働
- 2018年4月19日 2だん「超武そう！ルパンカイザーナイト とう場！」稼働
- 2018年7月5日 3だん「なぞの最強戦士エックス現る！」稼働
- 2018年9月20日 4だん稼働
- 2018年11月22日 5だん稼働

## キャンペーン
- 2018年2月15日 スタートダッシュキラカード無料プレゼントキャンペーン
- 2018年3月13日-4月8日 1ポケットバインダーゲットキャンペーン
- 2018年3月15日-4月18日 『スーパー戦隊レジェンドウォーズ』スペシャルコラボカード
- 2018年3月24日 仮面ライダー&スーパー戦隊春祭りコラボレーションカード店頭配布キャンペーン
- 2018年4月21日・22日 スタートダッシュキラカードセット無料プレゼントキャンペーン
- 2018年7月5日 きかんげんていちょうレアカードゲットキャンペーン
- 2018年7月5日 アプリ スーパー戦隊レジェンドウォーズコラボ2だん スーパーレジェンドカード
- 2018年8月1日 えいがこうかいきねん１だい2だん ちょうレアカードゲットキャンペーン
- 2018年8月4日 『快盗戦隊ルパンレンジャーVS警察戦隊パトレンジャー en film』れんどうスペシャルカード
- 2018年8月8日 『宇宙戦隊キュウレンジャーVSスペース・スクワッド』スペシャルコラボカード
- 2018年10月1日 ルパンコレクションちょうレアキャンペーン
- 2018年11月22日 クライマックスバーサスちょうレアキャンペーン

## 食玩
- スーパー戦隊データカードダス ウエハース 快盗戦隊ルパンレンジャーVS警察戦隊パトレンジャー

2018年3月6日発売。全12種（内4種キラカード）。

## 不具合
- 1だんスペシャルカードに関して、写真や表記のない真っ赤なカードが排出される不具合が発生。メンテナンスが行なわれた[4]。

## 声の出演
キャスト名が太字のものは原典と同じキャストが演じている。
- 夜野魁利 / ルパンレッド - 伊藤あさひ
- 宵町透真 / ルパンブルー - 濱正悟
- 早見初美花 / ルパンイエロー - 工藤遥
- 朝加圭一郎 / パトレン1号 - 結木滉星
- 陽川咲也 / パトレン2号 - 横山涼
- 明神つかさ / パトレン3号 - 奥山かずさ
- 高尾ノエル / ルパンエックス / パトレンエックス - 元木聖也（3弾から）